# فولكوفتسي
فولكوفتسي قرية تقع إدارياً ضمن تريافنا في بلغاريا. تعتمد فولكوفتسي للبريد على الرمز البريدي 5365.